# Preußischer VT 152 bis VT 161
| VT 152–161 / VT 1–20       | VT 152–161 / VT 1–20                                                 | VT 152–161 / VT 1–20                                                 | VT 152–161 / VT 1–20               |
| -------------------------- | -------------------------------------------------------------------- | -------------------------------------------------------------------- | ---------------------------------- |
| KPEV VT 2                  |                                                                      |                                                                      |                                    |
| Baureihe                   | 1. Serie                                                             | 1. Serie                                                             | 2. Serie                           |
| Nummerierung               | urspr. VT 152–161 ab 1913 VT 1–10                                    | urspr. VT 152–161 ab 1913 VT 1–10                                    | VT 11–20                           |
| Hersteller                 | mech.: Weyer, WUMAG, Waggonfabrik Rastatt, Gastell el.: AEG, BEW     | mech.: Weyer, WUMAG, Waggonfabrik Rastatt, Gastell el.: AEG, BEW     | mech.: Weyer, WUMAG el.: BEW       |
| Baujahre                   | 1911–14                                                              | 1911–14                                                              | 1913–15                            |
| Ausmusterung               | bis 1926                                                             | bis 1926                                                             | bis 1926                           |
| Anzahl                     | 10                                                                   | 10                                                                   | 10                                 |
| Achsformel                 | 2’Bo’                                                                | 2’Bo’                                                                | 2’Bo’                              |
| Spurweite                  | 1.435 mm                                                             | 1.435 mm                                                             | 1.435 mm                           |
| Treibraddurchmesser        | 1.000 mm                                                             | 1.000 mm                                                             | 1.000 mm                           |
| Laufraddurchmesser         | 1.000 mm                                                             | 1.000 mm                                                             | 1.000 mm                           |
| Höchstgeschwindigkeit      | 70 km/h                                                              | 70 km/h                                                              | 70 km/h                            |
| LängeÜberPuffer            | 20.750 mm                                                            | 20.750 mm                                                            | 20.750 mm                          |
| Länge                      | 19.155 mm                                                            | 19.155 mm                                                            | 19.155 mm                          |
| Drehzapfenabstand          | 13.800 mm                                                            | 13.800 mm                                                            | 13.800 mm                          |
| AchsabstandDerFahrgestelle | MD: 3.800 mm TD: 2.500 mm                                            | MD: 3.800 mm TD: 2.500 mm                                            | MD: 3.800 mm TD: 2.500 mm          |
| Gesamtradstand             | 16.950 mm                                                            | 16.950 mm                                                            | 16.950 mm                          |
| Leermasse                  | 45,3–47,6 t                                                          | 45,3–47,6 t                                                          | 53 t                               |
| Dienstmasse                | 51–54,3 t                                                            | 51–54,3 t                                                            | 60 t                               |
| Bremsen                    | Westinghouse-Druckluftbremse                                         | Westinghouse-Druckluftbremse                                         | Westinghouse-Druckluftbremse       |
| InstallierteLeistung       | 73–88 kW (100–120 PS)                                                | 73–88 kW (100–120 PS)                                                | 125–147 kW (170–200 PS)            |
| Motorentyp                 | NAG Deutz                                                            | NAG Deutz                                                            | Deutz                              |
| Motorbauart                | Vierzylinder-Viertakt-Benzolmotor Sechszylinder-Viertakt-Benzolmotor | Vierzylinder-Viertakt-Benzolmotor Sechszylinder-Viertakt-Benzolmotor | Sechszylinder-Viertakt-Benzolmotor |
| Nenndrehzahl               | 700/min                                                              | 700/min                                                              | 700/min                            |
| Leistungsübertragung       | elektrisch                                                           | elektrisch                                                           | elektrisch                         |
| AnzahlFahrmotoren          | 2                                                                    | 2                                                                    | 2                                  |
| Sitzplätze                 | 80 / 85                                                              | 80 / 85                                                              | 68 / 85                            |
| Klassen                    | 3. / 4.                                                              | 3. / 4.                                                              | 3. / 4.                            |

Die Verbrennungstriebwagen der Reihe VT 152 bis VT 161 waren vierachsige benzolelektrische Triebwagen der Preußischen Staatsbahn. Sie waren die ersten serienmäßig hergestellten Triebwagen in Deutschland. Wie fast alle Triebwagen aus der Zeit nach der Jahrhundertwende um 1900 waren diese Fahrzeuge nicht lange im Einsatz und wurden bis Mitte der 1920er Jahre in Bahndienstfahrzeuge umgebaut. In dieser Form waren einige Wagen bis in die Zeit des Zweiten Weltkrieges eingesetzt.

## Geschichte

### VT 152 bis VT 161
Nachdem 1908 bei der Preußischen Staatseisenbahn der erste benzolelektrische Triebwagen mit der Baureihenbezeichnung VT 151 gebaut wurde, folgte ab 1909 der Bau einer Serie.
Zuerst erschien von 1909 bis 1911 eine Reihe von zehn Fahrzeugen, die nach dem damalig gültigen Bezeichnungsschema die Bezeichnungen VT 152–VT 161 trugen. Gegenüber dem VT 151 wurde die Länge des Wagens um fast drei Meter vergrößert. Die Motorleistung des Benzolmotors wurde um 20 PS gesteigert. Dadurch ließ sich die Maschinenanlage nicht mehr unterflur anordnen. So wurde der Benzolmotor und der angeflanschte Generator auf einem separaten Maschinengestell angeordnet, das vor dem Wagenkasten platziert war. Dadurch ergab sich das charakteristische Äußere der Fahrzeuge mit der langen Motorhaube.
Die Fahrzeuge waren vornehmlich in den KED Breslau, KED Danzig, KED Altona, KED Mainz und KED Frankfurt eingesetzt. Ihre jährliche Laufleistung wurde mit bis zu 40.000 Kilometern angegeben.
Die Wagen VT 160 und VT 161 wurden auf der Weltausstellung Turin 1911 gezeigt.

### VT 1–10
Ab 1913 erhielten die Fahrzeuge die neue Bezeichnung VT 1 bis VT 10. Der von der Baureihenbezeichnung her erste preußische Triebwagen VT 151 war zu diesem Zeitpunkt schon nicht mehr als Bahndienstfahrzeug im Bestand der KPEV.

### VT 11–20
Von 1911 bis 1913 wurde eine zweite Serie von zehn Fahrzeugen mit erhöhter Motorleistung von 170 bis 200 PS beschafft, die gegenüber der ersten Serie durch eine wuchtigere Motorabdeckung und eine kompaktere Kühlerform auffielen. Zu diesen Fahrzeugen wurde ein zweiachsiger Steuerwagen beschafft. Die Fahrzeuge besaßen im Gegensatz zur ersten Serie zusätzlich die 2. Wagenklasse. Sie waren bevorzugt bei den KED Danzig, KED Altona und KED Frankfurt eingesetzt. Bei Probefahrten soll ein Fahrzeug vorwärts eine Geschwindigkeit von 90 km/h und rückwärts 70 km/h erreicht haben.

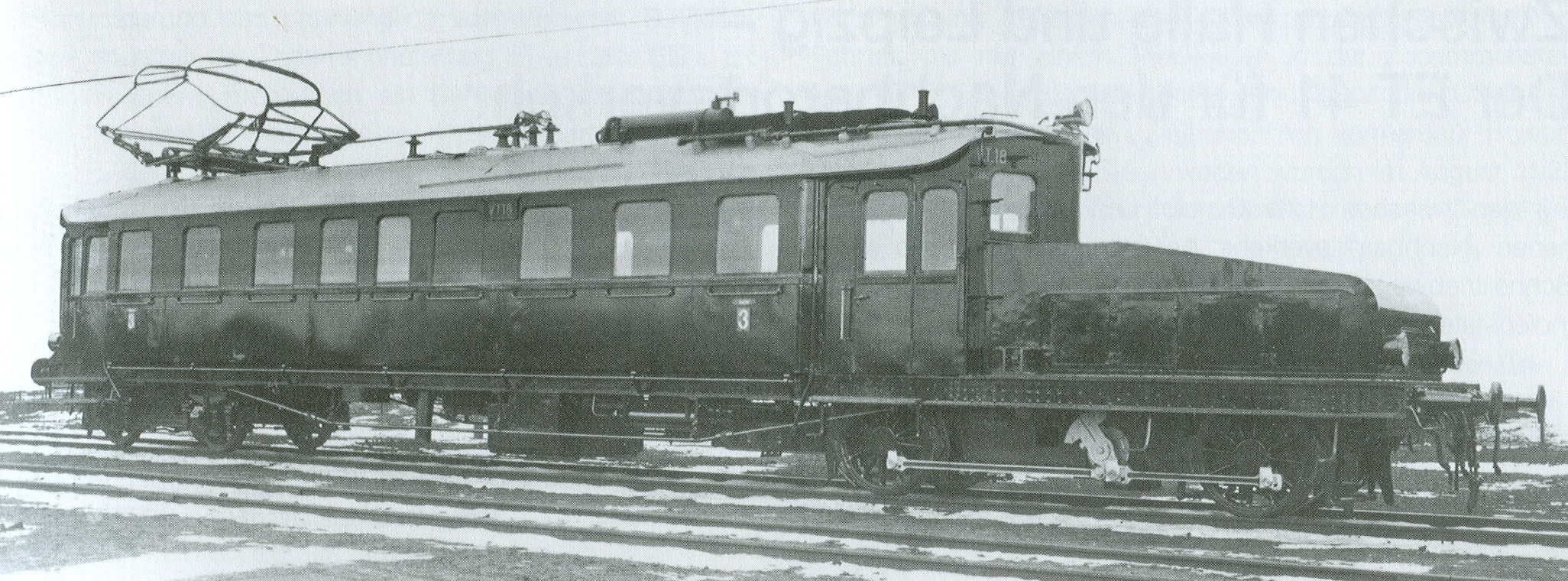
Werkfoto der AEG von dem umgebauten VT 18

Letztmals wurde ein Fahrzeug bei Zählungen im Oktober 1919 im Einsatz erwähnt. Nach dem Ersten Weltkrieg hatte sich die Meinung zu den Fahrzeugen grundlegend geändert. Motorleistung und Geschwindigkeit waren zu gering. Die Fahrzeuge haben längstens zwölf Jahre im Einsatz gestanden. Ein Fahrzeug wurde 1922 an die PKP für den Betrieb um Kraków verkauft, wobei es nicht über den Versuchsstatus hinaus kam. Vom VT 18 ist bekannt, dass er versuchsweise in einen Elektrotriebwagen umgebaut wurde, wobei das Maschinendrehgestell die Antriebsräder mit Blindwelle und Kuppelstange stellte. Außerdem wurden noch vier Wagen zu Bahndienstwagen für die Streckenelektrifizierung umgebaut und in diesem Zustand bis etwa 1941 verwendet.

## Technische Merkmale

Plan des VT 159

Ebenso wie der VT 151 waren die Fahrzeuge der ersten Serie als vierachsige Fahrzeuge ausgebildet. Jedoch wurden diese als Durchgangswagen im Gegensatz zu dem nur von außen zu begehenden Abteilwagen ausgebildet. Die Antriebseinheit war im vergrößerten Maschinendrehgestell gelagert und vor dem Wagenkasten platziert. Eine verschiebbare Motorhaube ermöglichte den Zugang zur Antriebsanlage. Die elektrischen Fahrmotoren waren in dem kleineren Drehgestell auf der anderen Wagenseite untergebracht. Diese Antriebsanordnung ist beispielgebend für die 302 kW-Triebwagen, bei denen die Entwicklung leistungsfähigerer Motoren die Platzierung der Antriebseinheit im Wagenkasten ermöglichte.

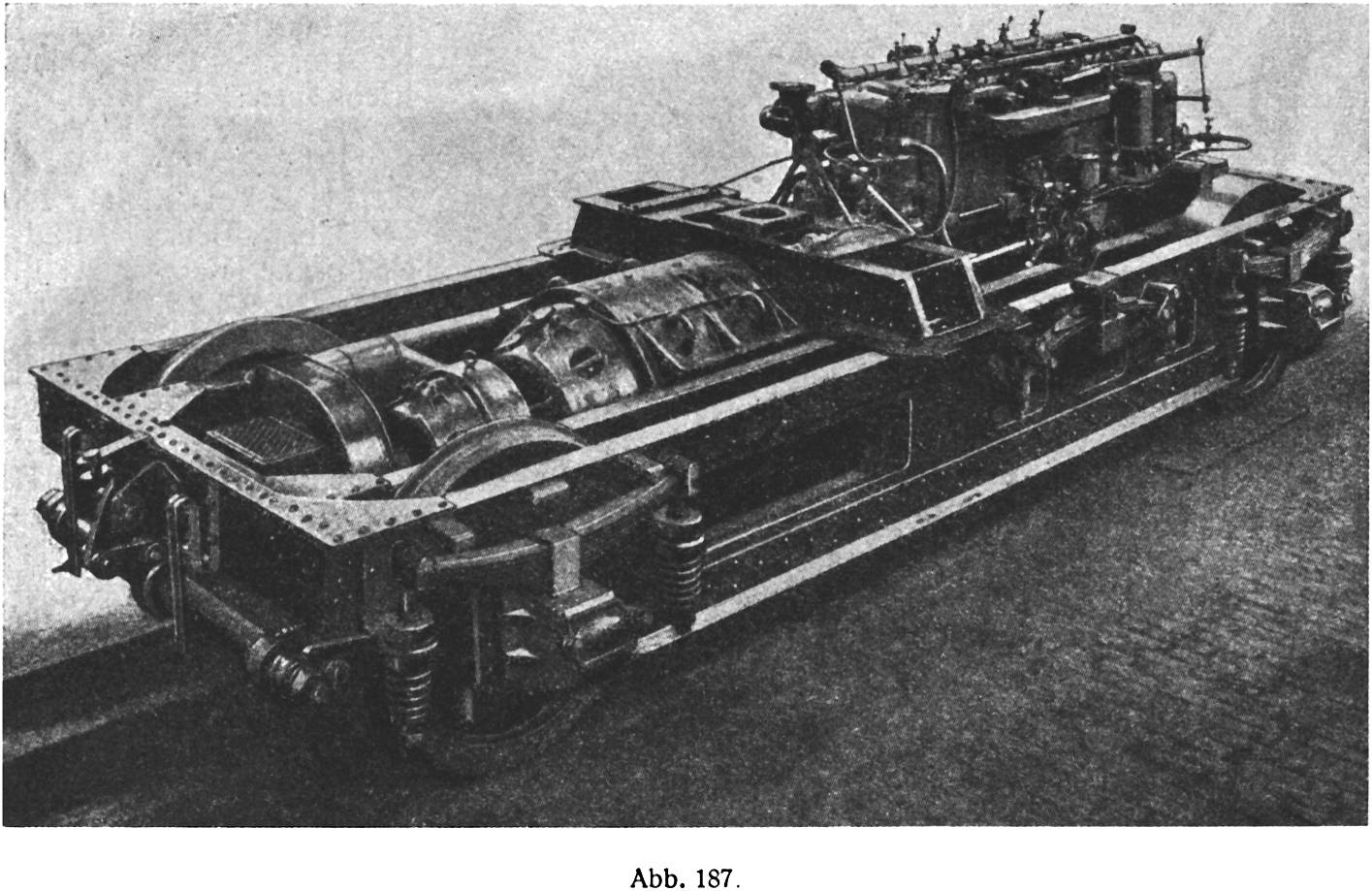
Maschinendrehgestell

Die Wagen der ersten Serie (VT 1–VT 10) waren an der Stirnseite als geschlossene Wagen ausgebildet. Bei den Motoren gab es einige Änderungen; so schwankte die Motorleistung zwischen 100 PS und 120 PS, ein Motor wurde von der NAG, die restlichen wurden von Deutz geliefert. In der Wagenkastengestaltung gab es verschiedene Ausführungen durch die Raumaufteilung durch die unterschiedlichen Wagenklassen. Charakteristisch für die erste Serie waren der vor dem Wagenkasten angeordnete Abgaskanal und die auf dem Dach liegend angeordneten Rippenkühler.
Die Fahrzeuge der zweiten Serie unterschieden sich grundlegend von denen der ersten. Durch die Mitnahme eines Steuerwagens war die Seite über dem Triebdrehgestell mit einer Hecktür und Übergangseinrichtung zum Anhänger ausgerüstet. Die Motorleistung der Wagen wurde nochmals auf 170 PS bis 200 PS erhöht. Das hatte eine größere Antriebsanlage zur Folge, wodurch die Motorhaube klobiger ausfiel. Die Rippenkühler wurden durch stehend angeordnete Kühler ersetzt.
Zur Heizung des Fahrgastraumes diente die Abwärme des Kühlwassers, die Beleuchtung erfolgte elektrisch.